# Ferrari 410 S
Der Ferrari 410 S, auch Ferrari 410 Sport, war ein Rennsportwagen, den Ferrari von 1955 bis 1956 herstellte. Nach den Rennerfolgen des Ferrari 375 Plus, hauptsächlich 1954 bei der Carrera Panamericana, beschloss Ferrari, ein weiteres Modell für diese Rennkategorie vorzubereiten. Der 410 S war von Grund auf als Langstreckenrennwagen konzipiert, der bei der Carrera Panamericana von 1955 eingesetzt werden sollte. Er war das letzte Modell der Sportwagenlinie mit Lampredi-V12-Motor. Vier Exemplare wurden gebaut (3 Spider und ein Berlinetta).

## Hintergrund
Der Ferrari 410 S war als Weiterentwicklung des 375 Plus gedacht und speziell im Hinblick auf die Panamericana entwickelt worden: alle vier Seriennummern trugen das Buchstabenkürzel CM, das für „Carrera Messicana“ den beabsichtigten, aber nicht verwirklichten Einsatzzweck steht, da die Panamericana 1955 nach der Katastrophe von Le Mans abgesagt wurde.
Dieses Modell stand für eine  gewisse „Renaissance“ des V12-Motors nach einer Phase, in der hauptsächlich die Reihensechszylinder eingesetzt wurden; der hier verwendete Motor war noch eine Konstruktion von Aurelio Lampredi. Die nächste Generation von Rennwagen, die den 410 S ersetzten, wurde von den neuen V12-Motoren angetrieben, die Vittorio Jano entwarf.

## Motor, Getriebe und Fahrwerk
Der V-12-Motor mit 60° Bankwinkel war vorn längs eingebaut. Er hatte eine obenliegende Nockenwelle pro Zylinderbank und zwei Ventilen pro Zylinder. Sowohl der Zylinderblock als auch der Zylinderkopf bestanden aus einer Leichtmetalllegierung. Bohrung und Hub betrugen 88 mm × 68 mm, Hubraum 4963 cm³; Verdichtung 8,5 : 1. Das Gemisch wurde von drei Weber-Vergasern (Modell 42DCZ / 4) aufbereitet. Es gab wahlweise Einfachzündung mit zwei Zündverteilern wie auch Doppelzündung mit vier Zündverteilern. Der Motor leistete 380 PS (283 kW) bei 6200/min, das maximale Drehmoment von 546 Nm lag bei 5000/min an.
Der 410 S hatte Trockensumpfschmierung. Die Kraft wurde über eine Mehrscheibenkupplung und ein Schaltgetriebe mit fünf Gängen plus Rückwärtsgang an die Hinterräder übertragen. Der Wagen erreichte in der Grundversion eine Höchstgeschwindigkeit von 280 km/h.
Das Chassis bestand aus Stahlrohr, die zweisitzige Spiderkarosserie von Scaglietti aus Aluminium. Die Vorderräder waren einzeln an Doppelquerlenkern aufgehängt, mit Schraubenfedern, hinten war eine starre De-Dion-Achse an Längslenkern und einer quer liegenden Blattfeder eingebaut. Beide Achsen hatten hydraulische Hebelstoßdämpfer. Alle vier Rädern waren mit Trommelbremsen ausgerüstet. Die Lenkung arbeitete mit Schnecke und Rolle.

## Rennhistorie

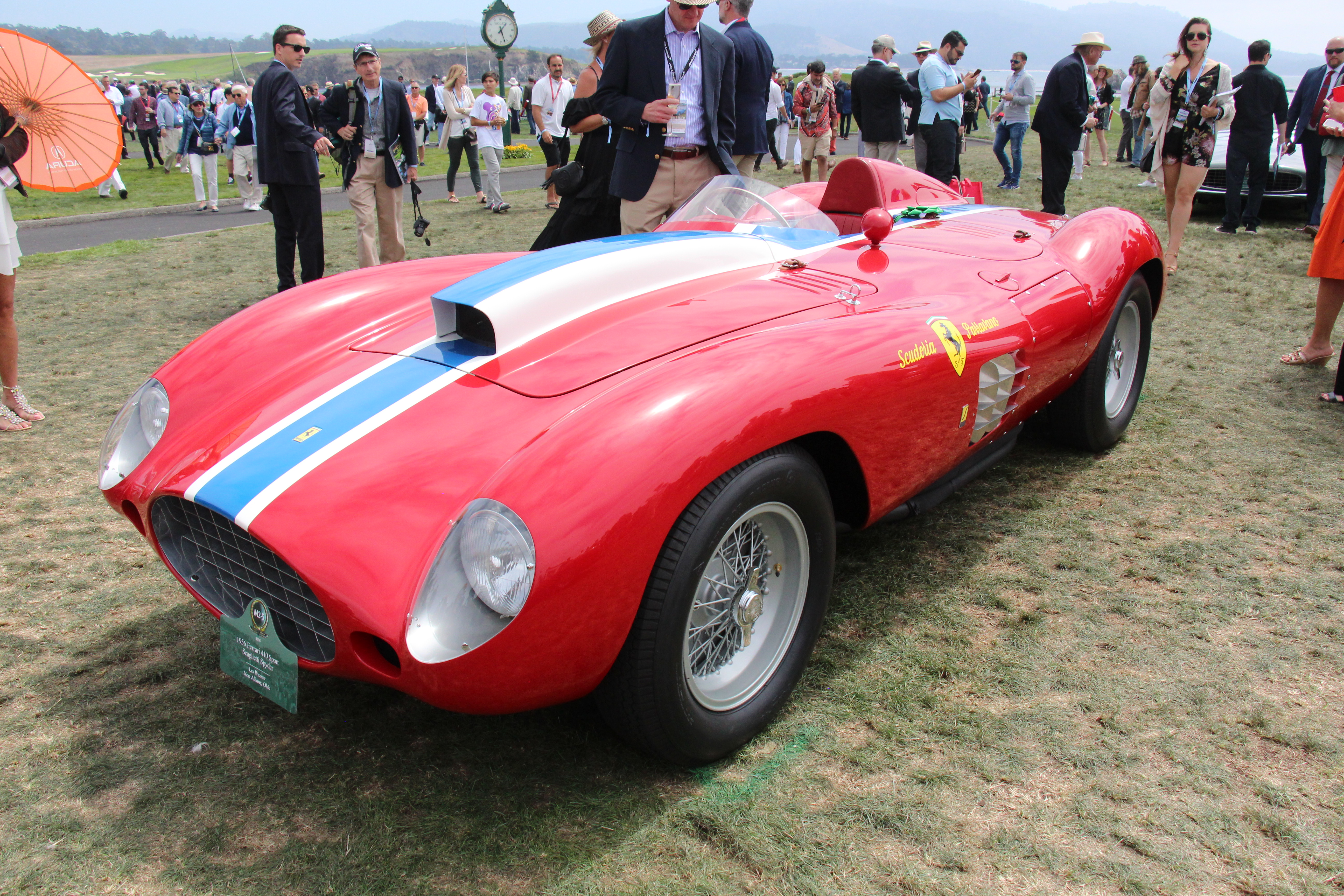
1956 Ferrari 410 Sport Spider,
Rahmennummer s/n 0592CM

Ihren ersten Einsatz hatten die zwei Ferrari 410 S nicht wie ursprünglich beabsichtigt bei der Carrera Panamericana, sondern beim 1000-km-Rennen von Buenos Aires am 29. Januar 1956. Der erste Wagen wurde von Juan Manuel Fangio und Eugenio Castellotti gefahren; den zweiten 410 S fuhren Luigi Musso und Peter Collins. Obwohl keiner der beiden Rennwagen das Ziel erreichte (Bruch der Achswelle), stellten sie mit einer für die damalige Zeit beeindruckenden Spitzengeschwindigkeit von 303 km/h einen neuen Rundenrekord (Durchschnittsgeschwindigkeit 165 km/h) mit Collins am Steuer auf. Es war das einzige Rennen, bei dem der 410 S als Werksauto eingesetzt wurde, da Ferrari die Wagen verkaufte. Der erste 410 S wurde an einen schwedischen Fahrer verkauft, der mit dem Auto nur mäßigen sportlichen Erfolg hatte. Den zweiten Wagen kaufte in den USA John Edgar, einer der wichtigsten Kunden von Ferrari auf diesem Markt. Edgars Fahrer Carroll Shelby fuhr den Wagen bei zahlreichen Rennen in den Vereinigten Staaten und erzielte 1956 viele Siege: unter anderem in Palm Springs, National Seafair, National Palm Springs, Governor’s Trophy und New Smyrna Beach.
Phil Hill und Richie Ginther setzten den 410 S ebenfalls in den USA ein, wobei Ginther 1957 das Riverside-Rennen gewannen. Die Autos hatten häufig Probleme an den Hinterachsen oder den Getrieben, welche die immense Kraft nicht aushielten. 1957 erzielte ein von Carroll Shelby gefahrener 410 S unter anderem beim Grand Prix von Kuba, bei dem auch eine Vielzahl anderer Ferraris am Start waren, den zweiten Platz. Das gleiche Resultat wurde 1958 beim Grand Prix von Havanna erzielt, diesmal mit Masten Gregory.
Dank dieser Erfolge trug der 410 S dazu bei, Ferrari in den USA den Ruf eines Herstellers von Autos bringen, die es in US-amerikanischen Langstreckenrennen zu schlagen gilt.

## Technische Daten
|                           | Ferrari 410 S                                                                               |
| ------------------------- | ------------------------------------------------------------------------------------------- |
| Motor                     | 12 V 60°, vorn längs                                                                        |
| Hubraum                   | 4963 cm³                                                                                    |
| Bohrung × Hub             | 88 × 68 mm                                                                                  |
| Verdichtungsverhältnis    | 8,5 : 1                                                                                     |
| max. Drehmoment           | 546 Nm bei 5000/min                                                                         |
| max.Leistung              | 380 PS (283 kW) bei 6200/min                                                                |
| Spezifische Leistung      | 57 kW/dm³ (77 PS/l)                                                                         |
| Ventilsteuerung           | eine obenliegende Nockenwelle, 2 Ventile pro Zylinder                                       |
| Gemischaufbereitung       | Drei Weber 42 DCZ/3 - 4 Vergaser                                                            |
| Zündung                   | 1 Zündkerze pro Zylinder, 2 Spulen, oder 2 Zündkerzen pro Zylinder, 4 Spulen                |
| Kühlung                   | Wasser                                                                                      |
| Getriebe                  | Schaltgetriebe mit 5 Gängen + Rückwärtsgang (Hinterradantrieb)                              |
| Bremsen                   | Trommelbremsen an allen Rädern                                                              |
| Radaufhängung vorn        | Einzeln an 2 verschieden langen Querlenkern, Schraubenfedern, hydraulische Hebelstoßdämpfer |
| Radaufhängung hinten      | De-Dion-Achse, doppelte Längslenker, Querblattfeder, hydraulische Hebelstoßdämpfer          |
| Rahmen und Karosserie     | Stahlrohr, Zweisitzer-Spider, Aluminium (Scaglietti-Karosserie)                             |
| Radstand                  | 2420 mm                                                                                     |
| Spurweite vorne / hinten  | 1455 mm / 1450 mm                                                                           |
| Reifengröße Vorne         | 6.00 × 16"                                                                                  |
| Reifengröße Hinten        | 7.50 × 16"                                                                                  |
| Maße L × B × H            | k. A. × k. A. × k. A.                                                                       |
| Leergewicht (ohne Fahrer) | 1200 kg                                                                                     |
| Tankinhalt                | 195 Liter                                                                                   |
| Kraftstoffverbrauch       | unbekannt                                                                                   |
| Höchstgeschwindigkeit     | 280 km/h – in der Grundversion                                                              |
| Leistungsgewicht          | 0,24 kW/kg (0,32 PS/kg)                                                                     |

## Zuzuordnende Informationen nach Rahmennummern
| Rahmennummer | Bezeichnung                                | Informationen | Weiteres |
| ------------ | ------------------------------------------ | --- | -------- |
| #s/n 0592CM  | Ferrari 410 Sport Scaglietti Spyder        | mit Einfachzündung, später von Scacletti für Paravano wahrscheinlich mit einer wesentlichen niedrigeren Karosserie „eingekleidet“ (sic!) | Siehe    |
| #s/n 0594CM  | Ferrari 410 Speciale Scaglietti Berlinetta | mit Einfachzündung, von Scaletti für Cavallier im Stil der Renn-Berlinettas 250 GT (Bj. 1956) karossiert (siehe Speciale)                | Siehe    |
| #s/n 0596CM  | Ferrari 410 Sport Scaglietti Spyder        | mit Doppelzündung, wurde an Sture Nottorp (SWE) verkauft                                                                                 | Siehe    |
| #s/n 0598CM  | Ferrari 410 Sport Scaglietti Spyder        | wurde an John Edgar in die USA verkauft und erfolgreich eingesetzt (siehe Rennhistorie)                                                  | Siehe    |

## Speciale
Der Berlinetta Speciale war eine Einzelanfertigung mit geschlossenem Aufbau der Carrozzeria Scaglietti, s/n 0594CM. Er war ein Sonderauftrag von Michel Paul-Cavallier, einem Industriellen und ehemaligen SEFAC-Direktor. (Società Esercizio Fabbriche Automobili e Corse war die Bezeichnung, unter der Ferrari 1960 als Aktiengesellschaft eingetragen wurde.) Die Karosserieform ähnelte den von Pinin Farina entworfenen Berlinettas, musste jedoch an ein kürzeres Chassis mit einer breiteren Spur angepasst werden. Der Motor war auf Einfachzündung umgerüstet und hatte drei Weber-Vergaser 42DCF/3, was die Leistung auf 345 PS reduzierte. Das Auto basierte auf einem Rennwagen vom Typ 519C, der bis Juli 1955 fertiggestellt und an seinen ersten Besitzer mit Elfenbeinlackierung und blauer Lederausstattung geliefert wurde. Wie die Rennwagen war auch dieses Exemplar ein Rechtslenker.

## Sammlerwert
Der Ferrari 410 S hat angesichts seiner extrem niedrigen Produktionszahlen und seiner sehr hohen Leistung einen außergewöhnlichen Sammlerwert. Im Jahr 2012 wurde der Berlinetta Speciale s/n mit der Seriennummer 0594CM auf der Auktion von RM Sotheby’s in Monterey für 8,25 Millionen US-Dollar verkauft.  2014 erzielte der s/n 0594CM bei Rick Cole Auctions sogar einen Auktionspreis von 23 Millionen US-Dollar. Das war das Auto mit dem kürzeren Radstand und dem Single-Plug-Motor (Einfachzündung).